# Oligodon erythrorhachis
Oligodon erythrorhachis este o specie de șerpi din genul Oligodon, familia Colubridae, descrisă de Wall 1910. Conform Catalogue of Life specia Oligodon erythrorhachis nu are subspecii cunoscute.